# Hieronim Stebnicki
Hieronim Stebnicki, ros. Иероним Иванович Стебницкий, Ijeronim Iwanowicz Stiebnicki (ur. 30 listopada?/12 grudnia 1832 w guberni wołyńskiej, zm. 29 stycznia?/10 lutego 1897 w Petersburgu) – polski inżynier kartograf, geodeta, geofizyk, generał piechoty armii Imperium Rosyjskiego.

## Życiorys
Ukończył w 1852 Instytut Drogowy. Wstąpił do wojska. W 1855 rozpoczął naukę na wydziale geodezji Nikołajewskiej Akademii Sztabu Generalnego, po ukończeniu której skierowany do obserwatorium astronomicznego w Pułkowie. W 1859 skierowany do służby w Sztabie Generalnym. Od 1860 prowadził prace związane z triangulacją i wykonaniem map Kaukazu, województwa Kaspijskiego. Na głównym pasie Kaukazu pomierzył wszystkie większe szczyty od Elbrusu do Kazbeku. Pozostawił też opis triangulacyjny szczytów Kaukazu.
W Azji Mniejszej kierował pracami triangulacyjnymi i niwelacyjnymi. Od 1866 szef Wojskowo-Topograficznego Oddziału w Sztabie  Głównym Imperium Rosyjskiego, od 1867 szef Kaukaskiego Oddziału Wojskowo-Topograficznego. Tam przeprowadził szereg astronomicznych i hipsometrycznych pomiarów w południowej części podnóża Kaukazu i w Persji.
W latach 1870–72 kierował wyprawą do Turkmenii, podczas której jako pierwszy opisał Amu-darię. Opracował wycinki map Azji Mniejszej, Persji, Kaukazu i Zachodniej Turkmenii.
Od 1878 członek korespondent Petersburskiej Akademii Nauk. Członek Imperatorskiego Towarzystwa Geograficznego. W 1881 powiązał geodezyjnie Konstantynopol z innymi  punktami geodezyjnymi i topograficznymi Europy, określił różnicę długości geograficznej między Konstantynopolem a Odessą.
Od 1885 Szef Zarządu Topograficznego Sztabu Generalnego. Pod jego kierownictwem było wykonane szereg prac geodezyjnych m.in. opracowanie uogólnienia prac rosyjskich geodetów dotyczących  odległości między  równoleżnikami 52 – 47 1/2 stopnia szerokości geograficznej północnej, skatalogowanie rosyjskiej sieci niwelacyjnej. W 1887 został przewodniczącym oddziału matematyki geograficznej Rosyjskiego Towarzystwa Geograficznego, a w 1887 zastępcą przewodniczącego Rosyjskiego Towarzystwa Geograficznego i przewodniczącym Komisji do spraw określenia sił ciężkości w Rosji. Dzięki tym obserwacjom siły ciężkości były określone dla części europejskiej i azjatyckiej Rosji.

## Życie prywatne
Poprzez swoją córkę Olgę, dziadek wybitnego fizyka niskich temperatur i laureata Nagrody Nobla z 1978 roku Piotra Kapicy.